# الحديقة السرية (رواية)

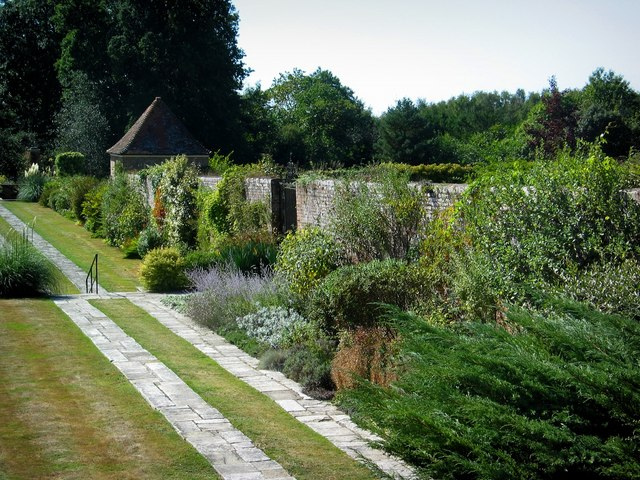
الحديقة التي ألهمت الأديبة فرانسيس هودسون برنيت

الحديقة السرية هي رواية للكاتبة فرانسيس هودسون برنيت حيث تتناول قصصها أدب الطفل. وفي هذه الرواية تحكي القصة عن طفلة قادمة من الهند مثل الأميرة الصغيرة.

## القصة
اللغز وهو مادة ما وراءالعالم الخيال المحفّزة للبحث بدافع التوق لرؤية ما لم تُتح رؤيته. والمقصود بالزمن هنا ليس الوقت كرقم مجرد، بل كلّ فعّالية يصنعها الوقت وكلّ حدث يتولّد من صلب النشاط البشري، من صلب العلاقة بين الأفراد ومجتمعاتهم، والمجتمعات وبيئاتها، ويدخل ضمن هذا النتاج التاريخ والتطور والحضارة بتنوع فروعها وتفاصيلها.
لتقريب الصورة يفترض أن نضع مقارنة بسيطة بين رؤيتين، أو توقين أحدهما من الماضي والآخر من الحاضر. حتى وقت قريب كان المرء يقف حائراً عند سفح جبل أو تخوم غابة، أو عند ساحل بحر، أو حتى سور لقصر سلطاني يتساءل بفضول عمّا يوجد خلف كلّ هذه الصروح والموانع، في وقت كانت معرفة هذا المجهول متاحة فقط لنخبة قليلة من الناس. واليوم وحين يستطيع المتلقي العادي معرفة جغرافيا العالم بيئة وبشراً من خلال فيلم وثائقي، أو جهد بسيط مع واحدة من وسائل الاتصال الحديثة. يتحول اللغز من مغامرة قطع المكان، إلى مغامرة ركوب الزمن من نقطة الحاضر بحثاً في الماضي، أو استنتاجاً للمستقبل وكلا الرحلتين مفتوحتان على احتمالات عديدة. فالسؤال اليوم لا يبحث عمّا وراء الأكمة أو الماء والسور، بل عمّا وراء الحدث كاحتلال اليابانيين لمنشوريا مثلا أو البريطانيين للهند أو بونابرت لمصر أو ما كان يجري في قصر الحمراء وكيف تجري معاملات التجّار العرب في الشرق الأقصى وطرق اللؤلؤ والحرير والتوابل وملح البارود وغيرها أدباً ووثائق وخططاً ومذكرات وكتب رحلات وسجلات سفن غارقة.
كلّ هذه التفاصيل أعتقدها ضرورية قبل الدخول إلى الحديقة السرّية، الرواية الكلاسيكيّة الإنكليزيّة التي كتبت في السنة الأولى بعد العقد الأول من القرن الماضي، الذي كنّا نتباهى بتسميته بالقرن العشرين للروائيّة فرانسيس هودسون برنيت "1849-1924". الصادرة مؤخراً عن دار المنى للطباعة والنشر بستوكهولم، ونقلتها إلى اللغة العربية المترجمة سكينة إبراهيم.
لعلّ سحر هذا العمل الإبداعي ينبع من المفارقة الزمنيّة، من عمليّة كشف السُتر عن مشهد لا يُمكن فهمه والتشبع به إلا عن طريق حاسّة إنسانيّة دقيقة، وصادقة عاشت الحقبة الزمنيّة ذاتها، ونقلت تفاصيل الأحداث في عمل إبداعي أمين ورفيع، بإسلوب ينقل العين القارئة بين دراما الفصول المكتوبة، وتصاعدها بحرص ودراية تمسك بالقاريء إمساك الدليل الخبير بضالته، بحيث لا تترك فرصة لنأمة أو غفلة أو ملل.
فكلّ عنصر من عناصر الرواية يتطوّر ويشغل القاريء بنفس السويّة، ألأبطال والبيئة وتأريخية الحدث.

## قراءة الصدمة
تتحدّث الرواية عن طفلة إنكليزية ولدت في الهند لأب يحتلّ منصباً كبيراً في الإدارة البريطانية التي كانت تحكم هناك وأمّ ارستقراطية. تعيش تلك الطفلة مهجورة بين انشغال الأب في أعماله ومهمّاته الإداريّة والعسكريّة وانهماك الأمّ بحياتها وعلاقاتها الاجتماعيّة وما تتطلّبه من مجاملات وحفلات. تُهمل البطلة ماري وتُترك شؤونها لعدد هائل من الخدم الهنود الذين يخضعون لإرادتها ومزاجها المتقلّب خضوعهم لأميرة كسولة. وأول صدمة تواجهها البطلة ليست وفاة الأب والأم وعدد من الخدم والمربيات من الهنود بوباء الكوليرا وعودتها إلى وطنها إنكلترا لتعيش في كنف عمّها غريب الأطوار، ولا حتى تبدل الطقس بين الهند وموطنها الجديد. ما يصدمها حقّاً هو التغيّر الغريب في تصرفات القائمين على خدمتها هذا التحول العنيف هو الذي سوف يلعب الدور الأساسي في تغيّر البطلة نفسها. ثمّ يأتي دور المكان.

## الحسّ المشبع بالمكان
هذا التنوّع يجعل القاريء أمام مفاجآت عديدة وأحداث وبشر يتقاطعون في طبائعهم واهدافهم ونظرتهم للحياة وينتمون لطبقات تخضع لتقسيمات كلاسيكيّة بدائيّة تضع المجتمعات في سلّم بدائي يتدرج بين طبقة النبلاء في أعلى القائمة والمنبوذين في ذيلها هذا في الهند، لكنّ هذا التدرج الطبقي يتغيّر تماماً في موطنها الجديد حيث تختفي طبقة المنبوذين لتحلّ بدلاً عنها طبقة أخرى تتقدّم خطوة أبعد وتحظى بحريّة أكبر.
يلعب المكان دوراً كبيراً في حياة البطلة وتطورّها حيث تبدأ الرواية من الهند في ظلّ الاحتلال البريطاني وتنتهي في إنكلترا. فصورة المكان تتيح إشباعاً حسيّاً في تنوّعه وتباينه واكتنازه بما يملأ الحواس ويفيض على رئة الخيال هواء نقيّا وفسحة تتسع لفضول معرفي ملحّ.
تتعامل الأحداث مع الطبيعة كبطل لا غنى عنه يؤثّر إيجاباً في تطوّر الفعل الدرامي لرواية الحديقة السرّية. يتجلّى ذلك في أكثر من سجل نفسي تفتحه المادة الأدبية للبطلة الأساسيّة ماري ولبقيّة الشخصيات السلبيّة، والتي تعاني بجملتها أنماطاً من الاضطرابات النفسية التي تقع بين الأكتئاب الشديد والوسواس القهري والتي ترتبط بالشخصيات الأرستقراطية التي تعيش حالة من الفراغ والعزلة في حين تتمتع الشخصيات الشعبيّة البسيطة المرتبطة بعلاقة وثيقة بالبيئة، بعافية نفسيّة تتيح لها دوراً مهمّاً في الحدّ من التصاعد المرضي للبطلة وغيرها ومن وصولها إلى مرحلة أخطر كالإصابة بالفصام أو الذهان أو تحول المرض إلى عضوي كنتيجة طبيعيّة للحياة الهامشيّة والعزلة القسريّة المفروضة عليها. تنتشل الطبيعية عن طريق وسيط بشري شخصيّة ديكون ومارتا والبستاني وبقيّة هؤلاء الأبطال إلى حال أفضل من خلال قبولهم للحياة أولاً ثمّ التفتح عليها والانغمار بها وباكتشافاتها الجديدة، تنتشلهم من حالة الشلل والانغلاق إلى التواصل والإبداع. حيث تتحرّك الرواية في حديقة هائلة تغصّ بأزهار الجلجل وطيور أبي الحِن وأشجار الفواكه وتمتدّ على سهول ومستنقعات ومزارع وحيوات واسعة أخرى.

## توصيف الشخصيّات في الرواية
من خلال تسجيل أوصاف شخصيات الرواية يمكن متابعة نموها وتطوّرها الإيجابي.
ألأب السيّد لينوكس موظّف ذو منصب رفيع في الحكومة البريطانيّة في الهند دائم الانشغال بمهامة الرسميّة وصفقاته التجاريّة ودائم المرض أيضاً، يموت بوباء الكوليرا دون أن يلعب دوراً في حياة البطلة محور الرواية. ومعنى هذا أن دوره كأبّ قد سبقه إلى الموت.
كذلك هو حال الأمّ السيّدة لينوكس التي تصفها الرواية بأنّها مخلوقة فاتنة نحيلة ممشوقة القوام رائعة الهندام، شعرها يشبه شلّالاً من الحرير، وأنفها الدقيق يبدو وكأنّه يزدري ما يحيط به من أشياء، وعيناها الواسعتان ضاحكتان أبداً. إلى جانب ذلك الجمال وتلك الأنوثة الطاغية تفتقر إلى الأمومة حيث تركت طفلتها الوحيدة ماري لآيا هندية خانعة خائفة وجيش من الخدم الذين كلّ همّهم النأي بماري عن سمع وبصر هذه الأمّ التي لا تطيق وحيدتها خوفاً من غضبها وعقابها الشديدين.
ماري لينوكس طفلة نكدة مستبدة سليطة اللسان ذات وجه صغير وجسم ضئيل ضامر وشعر خفيف وملامح كئيبة. تتحوّل في الفصل الأخير من الرواية إلى مخلوقة تشبه الأمّ في جمالها تختلف عنها في أنانيتها، مخلوقة إيجابيّة متعاونة ومحبّة.
العمّ السيّد كرافن صاحب المزرعة في الريف الإنكليزي حزين بسبب موت زوجته الفاتنة في حادثة، كثير الهروب من مزرعته بأسفار طويلة، يترك ولده الوحيد كولن فريسة للعزلة والمرض.
كولن الطفل المريض المصاب بهستيريا الشكوى والصراخ المتواصلين. والذي يتحول بعد شفائه ووالده إلى شخصين إيجابيين بتأثير ماري وألآخرين.
البستاني الحزين المصاب بالروماتيزم بِن.
وهناك شخصيّات إيجابيّة مهمّة كشخصيّة ديكون الفقيرة الفتيّة، الذي يمضي جلّ يومه في الحقول والمستنقع الواسع وتعرفه كلّ حيوانات السهل وتأمنّه على مخابئها، وشقيقته مارتا وأمّه البارعة في إعداد الكعك، هؤلاء الذين يدخلون في حياة ماري وكولن ويقلبونها رأساً على عقب.
الحديقة السريّة هي حديقة السيدة صاحبة المزرعة وزوجة العمّ الراحلة المتروكة مهملة منذ وفاتها قبل عشر سنوات، المُضاعة المفتاح وقد اختفت بوابتها وسياجها خلف أغصان ملتفّة متشابكة، هي اللغز الأصعب في الرواية. حين اكتفشتها ماري صارت حديقتها وسرّها الكبير، الذي شاركها فيه مع التطور الدرامي للعمل ديكون ومارتا وكولن والبستاني وأخيراً العمّ.
هذه الشخصيات بحدّ ذاتها كانت ألغازاً تحتاج إلى مفاتيح خفيّة لحلّها.

## المكان ومتعة الأبواب الملغزة
المكان بدوره كان لغزاً اخر فالقصر كان بمائة باب، كلّ باب يخفي حدثاً وقصة اهتدت ماري إلى الوصول سرّاً لبعضها. وكذلك المستنقع بأزهار الجولق والوزال والخلنج والقبرات وطيور أبي الحِن والنحل، كانت أسراره بيد ديكون الذي قايضها بأسرار أخرى.
رواية الحديقة السرّية عمل كلاسيكي متفرد في عمقه وغناه وشامل في معالجته النفسيّة، لغتة بسيطة منيعة، مفعم بالصور الرومانسيّة المرسومة بجهد وإتقان وشاعريّة أخّاذة ونسيج أنيق يجمع الرومانسية بالحدث التاريخي يغطي مساحة ملوّنة شاسعة، مفتوحة لخيول جامحة من القصّ والخيال.

## أعمال مقتبسة من الرواية

### السينما
صورت أول نسخة من الرواية في عام 1919، من قبل شركة فيموس بلايرز لاسكي كوربوريشن، وفي عام 1949 اقتبست الرواية مرة أخرى من قبل شركة إم جي إم، وفي عام 1993 أنتجت شركة أمريكان زوتروب فيلم مقتبس عن الرواية، وهو من إخراج المخرجة البولندية أنيسكا هولاند.

### التلفزيون
عرضت شبكة بي بي سي التلفزيونية البريطانية في عام 1975 عدد من المسلسلات التلفزيونية المقتبسة عن الرواية، وفي عام 1987 صورت شركة هالمارك هال أوف فايم نسخة من الرواية، قامت فيها بدور (ماري) الممثلة جيني جيمس، أحيل دور ديكون إلى الممثل (باريت أوليفر)، وخلال عامي 1991-1992 أنتجت هيئة الإذاعة اليابانية رسوم أنمي مقتبسة من الرواية، وفي عام 1994 عرضت نسخة رسوم متحركة مأخوذة عن الرواية ضمن سلسلة (إي بي سي ويك إند سبيشال).

### المسرح
في عام 1991 اقتبست باميلا ستيرلينغ مسرحية عن الرواية، وحصلت على جائزة الاتحاد الأمريكي للتعليم والمسرح، وعرضت في العام نفسه مسرحية موسيقية مقتبسة عن الرواية، أديت على مسرح برودواي. في عام 2013 عرض عمل أوبرالي مقتبس عن الرواية، وهو من تأليف المؤلف الموسيقي الأمريكي نولان غاسر كلفته فبه دار سان فرانسيسكو للأوبرا، وأديت في عام 2014 على مسرح (غروفنر بارك) مسرحية مأخوذة عن الرواية من كتابة جيسيكا سوايل.

## روابط خارجية
- الحديقة السرية على موقع الموسوعة البريطانية (الإنجليزية)